# 4-я танковая армия (СССР)
4-я танковая армия — оперативное войсковое объединение в составе ВС СССР.

## 1-е формирование
Была сформирована 1 августа 1942 года на основании Директивы Ставки ВГК № 994124 от 22 июля 1942 года на базе 28-й армии Юго-Западного фронта, понесшей тяжелые потери в харьковском наступлении в мае 1942.

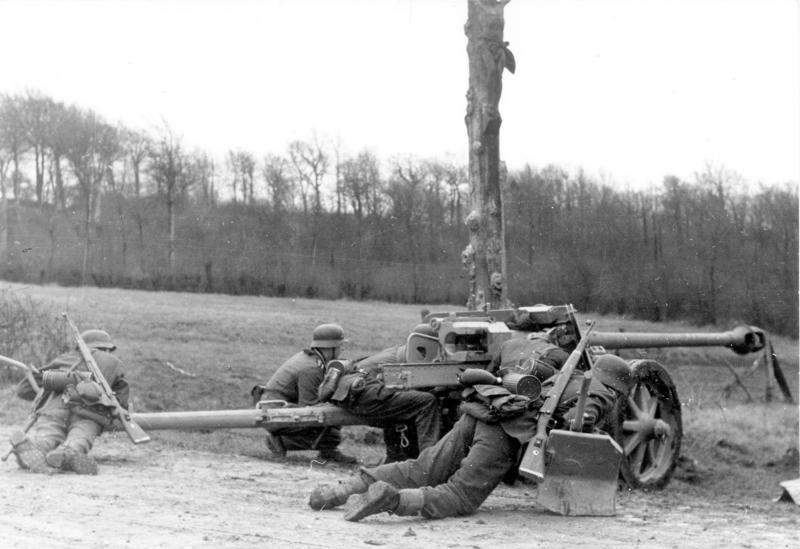
Немецкая противотанковая пушка Pak 40 на позиции

Не закончив формирование, армия принимала участие в контрударе Сталинградского фронта по группировке противника, прорвавшейся к Дону севернее Калача-на-Дону. В ходе трёхдневных боёв совместно с 1-й танковой армией 4-я ТА остановила наступление противника, сорвав его попытки с ходу форсировать Дон и пройти к Сталинграду. По другим данным, действия советских танковых армий успеха не имели. 1-я и 4-я танковые армии были  остатками Юго-восточного фронта, не полностью восстановленными после катастрофы под Харьковом. Всего в для контрудара было сосредоточено три танковых корпуса и две танковые бригады — примерно 550 танков, более половины из которых составляли Т-34 и КВ-1. Слабо подготовленное контрнаступление было остановлено с большими потерями от огня противотанковой артиллерии противника (на илл.).
Затем армия наряду с другими войсками фронта вела оборонительные бои в малой излучине Дона (на илл.).  Действия армии успеха не имели. В 12-00 16 августа танки боевой группы (Kampfgruppe) Штрахвица из состава 16-й танковой дивизии вышли к командному пункту Крючёнкина и уничтожили его, что сделало невозможным эффективное управление войсками на плацдарме. К вечеру 17 августа армия утратила боеспособность.
22 октября 1942 года армия была преобразована в 65-ю армию.

### Командование

#### Командующие армией
- генерал-майор Крючёнкин, Василий Дмитриевич (с 1 августа по 14 октября 1942 года)[b];
- генерал-лейтенант Батов, Павел Иванович [с 14 октября по 23 октября 1942 года).

#### Члены Военного совета
- бригадный комиссар Лучко, Филипп Павлович (с 28 июля по 5 августа 1942 года);
- бригадный комиссар Гришко, Григорий Елисеевич (с 5 августа по 22 октября 1942 года).

#### Заместители
- генерал-майор танковых войск Пушкин, Ефим Григорьевич (с августа по октябрь 1942 года).

#### Начальники штаба армии
- полковник Полозов Е. С. (с 6 августа по 25 августа 1942 года);
- полковник Глебов, Иван Семёнович (с 25 августа по 22 октября 1942 года).

#### начальник политического отдела
- бригадный комиссар Радецкий, Николай Антонович (с 1 августа по 22 октября 1942 года)

### Состав на 1 августа 1942 года
22-й и 23-й танковые корпуса, 18-я стрелковая дивизия, 133-я танковая, 5-я истребительная бригады, отдельные части.

## 2-е формирование

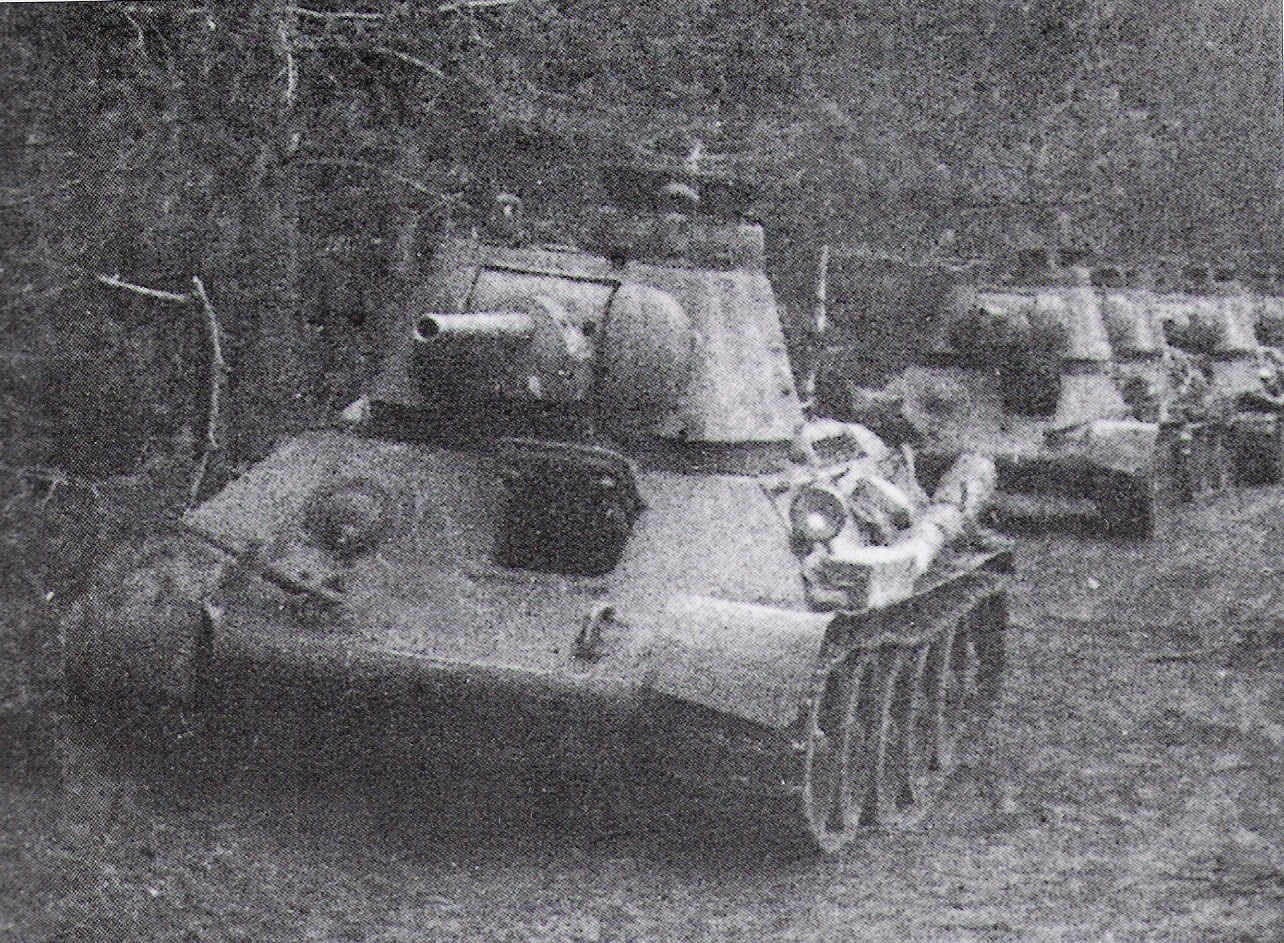
Колонна танков Т-34-76 выпуска 1943—1944 годов — основных танков 4-й ТА в 1943—1944 годах

4-я танковая армия была сформирована 15 июля 1943 года на основании приказа Ставки ВГК № 46194 от 26 июня 1943 года на базе 19-го кавалерийского корпуса.
20 июля армия была включена в состав Западного фронта, с 30 июля — Брянского фронта. В составе данный фронтов армия участвовала в Орловской операции.
20 сентября 4-я танковая армия была выведена в резерв Ставки ВГК, а 27 февраля 1944 года была включена в состав 1-го Украинского фронта.
С марта по апрель в ходе Проскуровско-Черновицкой операции армия вела наступление в условиях весенней распутицы, бездорожья и разлива рек. В ходе операции, освободила более 400 населенных пунктов и к середине апреля вышла к предгорьям Карпат.
Во время Львовско-Сандомирской операции армия вошла в прорыв вслед за 3-й гвардейской танковой армией по колтовскому коридору. Ведя наступление в направлении Золочев, Ольшаницы, армия наряду с 3-й гвардейской танковой армией, 60-й и 38-й армиями после ожесточённых боёв 27 июля освободила Львов. Затем армия вступила на территорию Польши и, во взаимодействии с другими армиями, вела бои по удержанию и расширению сандомирского плацдарма.
4-я танковая армия успешно участвовала в Сандомирско-Силезской, Нижнесилезской и Верхнесилезской операциях.
17 марта 1945 года армия была преобразована в 4-ю гвардейскую танковую армию.

### Командование

#### Командующие армией

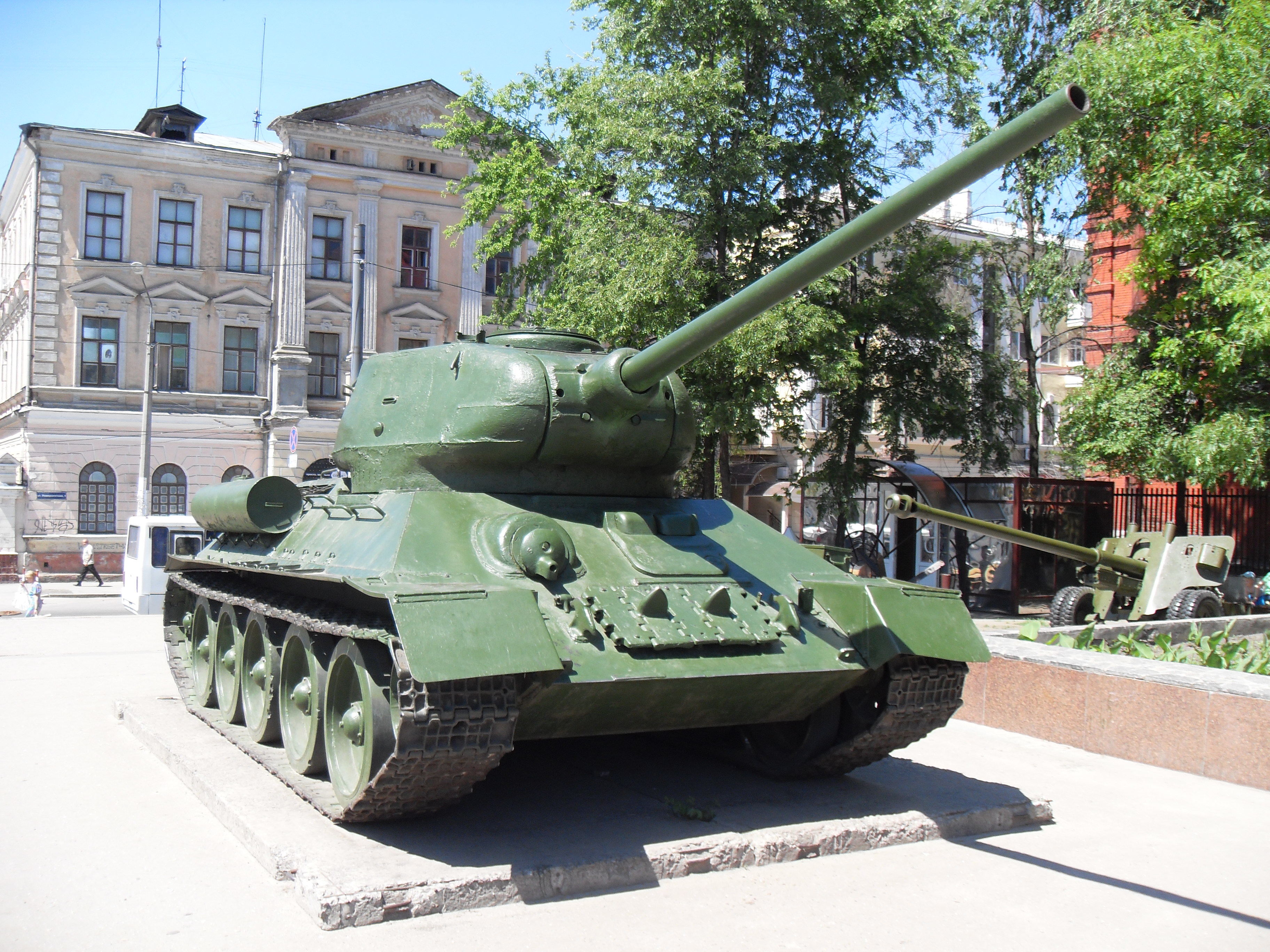
Т-34-85 — основной танк 4-й танковой армии с конца 1944 года.

- генерал-лейтенант танковых войск Баданов, Василий Михайлович (с 15 июля 1943 года по 29 марта 1944 года (ранен));
- генерал-лейтенант Лелюшенко, Дмитрий Данилович (с 29 марта 1944 года по 17 марта 1945 года).

#### Члены Военного совета
- генерал-майор танковых войск Гуляев, Василий Георгиевич (с 28 июня 1943 по 17 марта 1945)

#### Заместители
- генерал-майор танковых войск Белов, Евтихий Емельянович (с 26 апреля 1943 по 10 марта 1944)
- генерал-майор танковых войск Белов Евтихий Емельянович (с 10 октября 1944 по 17 марта 1945)

#### Начальники штаба армии
- полковник, генерал-майор Другов, Павел Ильич (с 26 июня 1943 по 31 марта 1944)
- генерал-майор танковых войск Упман, Карл Иванович (с 31 марта 1944 по 17 марта 1945)

#### Начальники артиллерии
- . полковник,  генерал-майор артиллерии  Ментюков, Николай Фёдорович (с июля 1944 по 18 марта 1945)

#### Начальник политического отдела
- полковник Кладовой, Николай Григорьевич (с 28 июня 1943 по 18 марта 1945)

#### Начальники оперативного отдела
- подполковник Майоров Н. И. (с 11 июля 1943 по 8 февраля 1944);
- полковник Александров, Василий Георгиевич (с 8 февраля по 6 апреля 1944);
- полковник Маряхин, Сергей Степанович (с 6 апреля 1944 по 17 марта 1945)

#### Начальники управления тыла армии (Заместитель командующего войсками армии по тылу)
- полковник, с 20.12.1943 — генерал-майор интендатской службы Хитенков, Павел Георгиевич (с 28 июня 1943 по 2 мая 1944)
- полковник Ярков, Алексей Константинович (со 2 мая 1944 по 17 марта 1945)

### Состав на 15 июля 1943 года
В неё вошли 11-й и 30-й танковые, 6-й гвардейский механизированный корпуса, отдельные части.

### Комментарии
1. ↑  Из остатков 38-й армии Юго западного фронта была сформирована 4-я ТА[2]
2. 1 2  За неудачные действия и большие потери армии В. Д. Крючёнкин был снят с должности командующего 4-й ТА.

### Сноски
1. ↑  Радиоконтроль — Тачанка / [под общ. ред. Н. В. Огаркова]. — М. : Военное изд-во М-ва обороны СССР, 1980. — С. 667. — (Советская военная энциклопедия : в 8 т. ; 1976—1980, т. 7).
2. 1 2 3  Erickson, 2003, с. 365.
3. ↑  Glantz, House, 2009, с. 315—317.
4. ↑  Щербаков Б. Материальное обеспечение 4-й танковой армии в Висло-Одерской операции. // Военно-исторический журнал. — 1979. — № 6. — С.11-17.